# Piotr Waśko
Piotr Waśko (* 22. Februar 1961 in Czarnków; † 29. Januar 2023) war ein polnischer Politiker der Platforma Obywatelska (Bürgerplattform).

## Leben
1983 bis 1990 war Piotr Waśko Direktor des Kulturhauses von Rosko, einem Dorf der Gemeinde Wieleń. 1989 bis 1994 studierte er Kulturwissenschaft an der Adam-Mickiewicz-Universität Posen und schloss sein Studium mit einem Diplom ab. Zeitgleich war er von 1990 bis 1994 Leiter des Referates für Infrastruktur in der Stadtverwaltung Wieleńs. 1994 bis 1996 war Waśko stellvertretender, ab 1996 bis 2002 Bürgermeister der Stadt- und Landgemeinde Wieleń. 1998 bis 1999 studierte er zudem Verwaltung an der Wirtschaftsuniversität Posen (Akademia Ekonomiczna w Poznaniu) und 2000 bis 2001 an der Handelshochschule Warschau Wirtschaftsmanagement. Im Marschallsamt der Wojewodschaft Großpolen war er von 2003 bis 2006 als Direktor für Bildung und Wissenschaft. Ab 2006 saß Piotr Waśko im Rat des Sejmik der Wojewodschaft. 
Bei den vorgezogenen Parlamentswahlen 2007 konnte Waśko mit 6.260 Stimmen im Wahlkreis 38 Piła ein Mandat (Politik) für den Sejm erringen. Ab 2008 war er Mitglied des Vereins zum Wiederaufbau des Posener Schlosses.
Er starb am 29. Januar 2023 im Alter von 61 Jahren.